# V kopaninách
V kopaninách este o arie protejată (arie specială de conservare — SAC, sit de importanță comunitară — SCI) din Republica Cehă întinsă pe o suprafață de 0,77 ha, integral pe uscat.

## Localizare
Centrul sitului V kopaninách este situat la coordonatele 49°08′05″N 15°26′06″E / 49.134722°N 15.435°E.

## Înființare
Situl V kopaninách a fost declarat sit de importanță comunitară în aprilie 2005 pentru a proteja 1 specie de animale. Situl a fost protejat și ca arie specială de conservare în august 2013.

## Biodiversitate
Situată în ecoregiunea continentală, aria protejată nu include niciun habitat protejat.
La baza desemnării sitului se află o specie protejată de  amfibieni: buhai de baltă cu burta roșie (Bombina bombina).